# One More for Rock 'n' Roll
One More For Rock N'Roll è un album raccolta della Sleaze/Glam metal band Jetboy, uscito nel 2001 per l'etichetta discografica Perris Records.

## Tracce
1. Feel The Shake
2. Trouble Comes
3. Stomp It Down
4. Missing You
5. Heavy Chevy
6. Rock n' Roller
7. Evil
8. Hard Luck Woman (Kiss Cover)
9. Burning Down
10. Bloody Hands
11. Busted
12. Call Me A Stranger
13. Live & Die In A Day
14. Devil's Song

## Formazione
- Mickey Finn - voce
- Fernie Rod - chitarra
- Billy Rowe - chitarra
- Sam Yaffa - basso
- Bill Fraenza - basso
- Ron Tostenson - batteria
- Rick Davis - batteria